# Синдром Ади
Синдром Ади (Adie), который иногда называют  синдромом Холмс-Ади  или  тоник зрачок Ади , — неврологическое расстройство, характеризующееся монотонно расширяющимся зрачком, который медленно реагирует на свет, но показывает более определенную реакцию на аккомодацию (то есть диссоциацию реакций на свет и на аккомодацию). Он часто наблюдается у женщин, у которых отсутствуют коленный или Ахиллов рефлексы. Если дополнительно нарушено потоотделение, его называют сидромом Росса (Ross). Он назван в честь британского невролога Уильяма Джон Ади.(англ. William John Adie) Синдром обусловлен повреждением постганглионарных волокон в парасимпатической иннервации глаза, как правило, вследствие вирусной или бактериальной инфекции, которая вызывает воспаление и влияет на зрачок глаза и вегетативную нервную систему.

## Признаки и симптомы
Синдром Ади представляет три отличительных признака, а именно, по меньшей мере один аномально расширенный зрачок (мидриаз), который не откликается на свет, потери глубоких сухожильных рефлексов и нарушения потоотделения. Другие признаки могут включать в себя дальнозоркость вследствие аккомодативного пареза , светобоязнь и трудности при чтении.

## Патофизиология
Зрачковые симптомы синдрома Холмс-Ади, как считается, результат вирусной или бактериальной инфекции, которая вызывает воспаление и повреждение нейронов в цилиарном ганглии, расположенном в задней части орбиты, обеспечивающем парасимпатический контроль глазного сужения. Кроме того, у пациентов с синдромом Холмс-Ади могут также возникнуть проблемы с вегетативным контролем тела. Этот второй набор симптомов вызван повреждением спинальных ганглиев в спинном мозге.

## Диагностика
Клинический тест может выявить секторальный парез сфинктера радужной оболочки или её червеобразное движение. Тоник зрачок может стать меньше (мейотического) за время, которое называют «little old Adie’s». Тестирование с низкой дозой (1/8%) пилокарпина тоник зрачок может сжиматься из-за сверхчувствительной холинергической денервации. Нормальный зрачок не будет сжиматься от разбавленной дозы пилокарпина. КТ и МРТ сканирование может быть полезным в диагностическом тестировании координационных гипоактивных рефлексов.

## Лечение
Обычное лечение стандартизированного синдрома Ади состоит в прописывании очков для чтения, корректирующих нарушений в глазу(ах). Капли пилокарпина могут быть введены в качестве лечения, а также в качестве диагностического средства. Грудная симпатэктомия является окончательным лечением потливости, если это не поддается лечению лекарственной терапией.

## Прогнозы
Синдром Ади не угрожает жизни или трудоспособности. Таким образом, нет рейтинга смертности для этого состояния; однако, потеря глубоких сухожильных рефлексов является постоянной и может прогрессировать с течением времени.

## Эпидемиология
Синдром Ади наиболее часто поражает молодых женщин (2,6: 1 с перевесом женщин) и является односторонним в 80 % случаев. Средний возраст начала заболевания 32 года.